# San Mateo (Aragua)

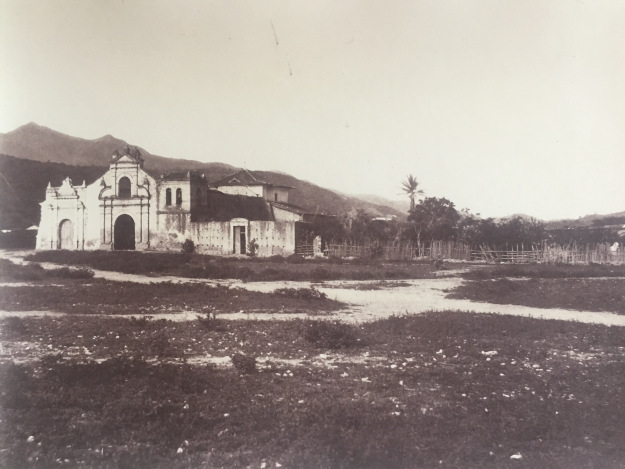
Iglesia de San Mateo en 1857, por Pál Rosty. Entre las primeras fotografías paisajísticas de Venezuela.

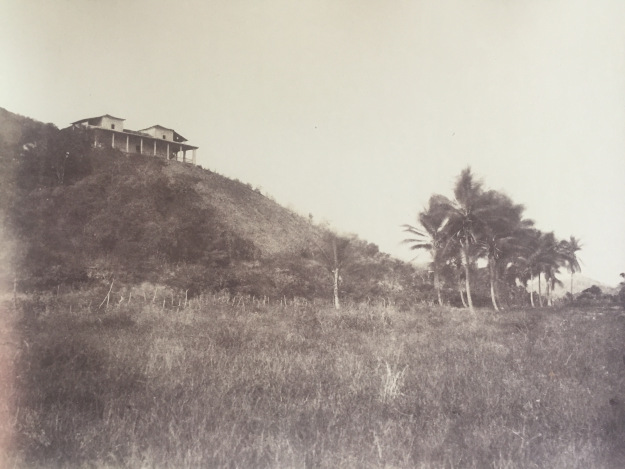
Casa de la hacienda de la familia Bolívar. Pál Rosty, 1857.

San Mateo es una población del estado Aragua (Venezuela), capital del municipio Bolívar. Está ubicada en el punto donde el río Aragua entra en los Valles de Aragua, rica región agropecuaria venezolana, que se localiza en la depresión tectónica del lago de Valencia. Según el censo de 2011 tenía, todo el municipio Bolívar, 60 080 habitantes, un muy escaso crecimiento comparándolo con los datos del censo de 1990. El motivo de ello puede deberse, por una parte, a que la superficie del municipio es bastante reducida, con escasas áreas de desarrollo y por otra, a que se encuentra ubicado entre dos grandes ciudades: La Victoria al este y Turmero al oeste y estas ciudades han venido siendo importantes centros de atracción para la inmigración reciente en el estado Aragua. En esta casa vivió el Libertador Simón Bolívar durante su niñez.[cita requerida]

## Historia
Para 1620, las tierras e indios del Valle de Aragua hallábanse repartidos en 14 encomiendas, cuyos dueños eran todos vecinos de la ciudad de Caracas. A cada encomendero correspondía una amplia extensión de tierra, en esta tenía ordinariamente una casa y junto a ella, las pobres viviendas de los indios que le eran encomendados. El dueño solía tener siempre un encargado especial que le suplía, 
principalmente, durante sus largas ausencias en la capital. De este modo, los aborígenes se veían en cierto modo a la voluntad y caprichos de sus encomenderos y su formación religiosa era casi imposible, pues el cura doctrinero tenía que correr de una encomienda a otra, y durante largos días los indios quedaban sin auxilio espiritual alguno.
El Gobernador Francisco de la Hoz Berrio y el obispo Gonzalo de Angulo, apoyándose en la Real orden del Rey Felipe III, del 18 de abril de 1618, y en otra del 4 de octubre del mismo año, ambos, de común acuerdo, ordenaron la formación de pueblos con los indios de todas las encomiendas de Venezuela. Para el Valle de Aragua el gobernador delegó a Pedro Gutiérrez Lugo, su teniente de gobernador en Caracas, con el carácter de juez poblador y el Obispo, a Don Gabriel de Mendoza, cura y vicario de Caracas, también con el carácter de juez comisario poblador. Ambos delegados recorrieron el Valle de Aragua, visitaron todas las encomiendas y eligieron el sitio más propicio y céntrico para la fundación de cuatro pueblos, que fueron: La Victoria, Turmero, Cagua y San Mateo.
Para el de San Mateo, se dispuso que los indios de las encomiendas de Tomás de Aguirre, de Antonio de Bolívar y de Pedro Sánchez Borrego debían agruparse todos en el sitio céntrico que llamaron San Mateo. Allí el 30 de noviembre de 1620, reunidos el juez comisario y los dueños de las tres encomiendas, recibieron estos órdenes de facilitar a los indios su inmediato traslado para aquel sitio. A continuación se puede apreciar un extracto de la relación escrita por el notario eclesiástico de la erección de la iglesia de San Mateo en el Valle de Aragua:
 "Y en treinta días del dicho mes de noviembre y año susodicho, el dicho juez comisario erigió y fundó otra iglesia en el dicho valle de Aragua, doce leguas de esta ciudad, poco más o menos, en el pueblo fundado de San Mateo con la advocación y nombre así mismo del señor San Mateo y agregó a este curato y doctrina las encomiendas de Tomás de Aguirre, Antonio de Bolívar y Pedro Sánchez Borrego y el dicho juez les mandó con pena de censura exhibiesen cada uno de los ornamentos que les fueron repartidos dentro de un mes y dentro de dos diesen hecha y acabada la iglesia, sacristía y casa del cura doctrinero con sus cementerios en la parte señalada"
El doctrinero de San Mateo que atendía a los indios en los repartimientos, y luego en San Mateo y que estuvo al frente de los cambios y construcciones rudimentarias, ya que la premura del tiempo no permitía la dilación en los trabajos, fue el Padre franciscano Fray Francisco de Trejo. En una declaración suya que dio en julio de 1621, dice que durante trece años había sido cura doctrinero de los indios, pero que su labor había tenido poco resultado, pues tan solo podía quedar poco tiempo en cada repartimiento. Después de haber empezado su enseñanza catequística, tenía que abandonarla para acudir a otra. Ahora en San Mateo, donde estaba de párroco desde hacía ocho meses, atendía mucho mejor a la enseñanza de los aborígenes por estar todos reunidos en un solo poblado.

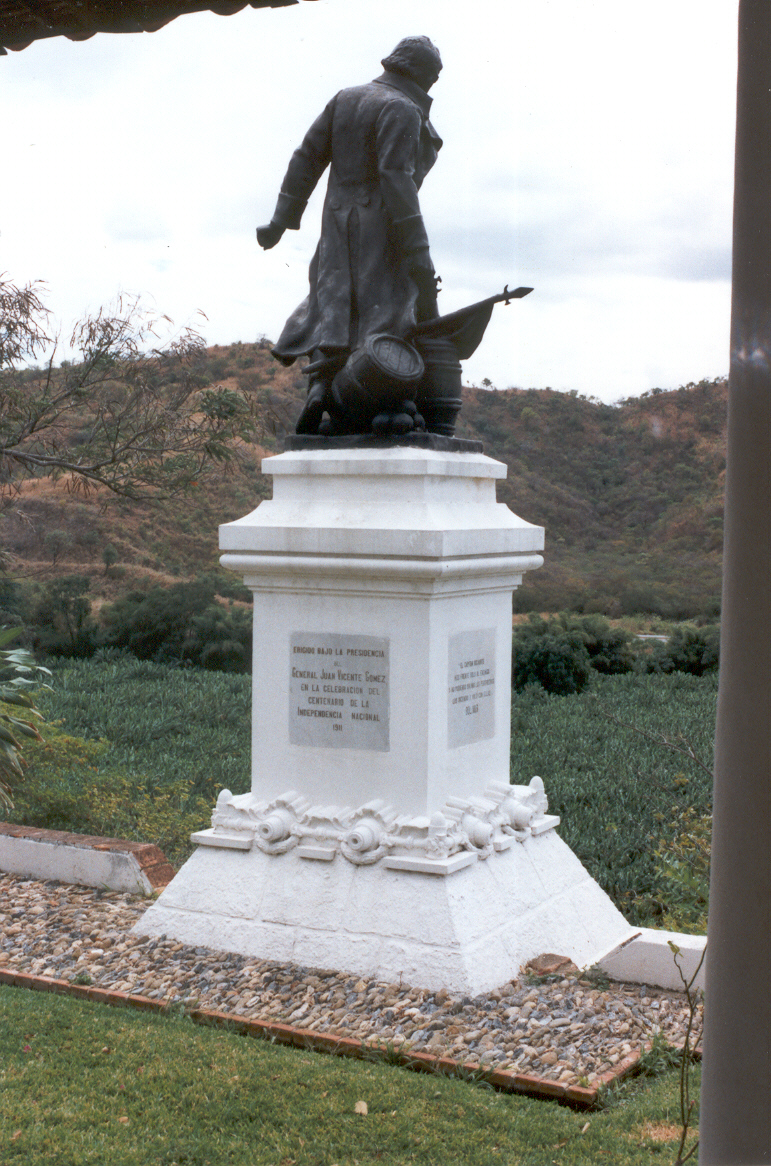
Estatua de Ricaurte en San Mateo erigida en 1911, obra del escultor Lorenzo González.

Al correr de los años, tanto en San Mateo como en las demás poblaciones indígenas, cambiaban los encomenderos de los indios, así vemos 
que en 1688 estos eran el Maestre de Campo Juan de Liendo, el Capitán Luis de Bolívar y el señor Luis Arias Altamira.
El año de 1709 es de especial recordación , ya que ese año ocurrió uno de los más grandes milagros de la fe cristiana: la aparición de la Virgen María al indio Tomás José Purino y su esposa el 26 de noviembre. Esta virgen fue llamada posteriormente de Belén, se supone que en homenaje a la advocación de la Virgen de Belén en España en los días cercanos a la aparición en San Mateo.
Debido a la relación entre la familia Bolívar y la población de San Mateo, en los días previos al nacimiento de Simón Bolívar, se encontraba su madre junto al resto de su prole en la hacienda de San Mateo, es por este motivo que algunos historiadores se plantean que el Libertador nació en San Mateo, que era para la época parte de la provincia de Caracas. En todo caso buena parte de la niñez de Simón transcurrió en San Mateo, donde aprendió a montar a caballo, nadar, trepar árboles, etc. y a la vez recibió educación formal de manos de Don Simón Rodríguez. Es por esta razón que al casarse Simón con María Teresa del Toro y Alaiza, y ésta enfermarse después de "fiebres malignas", hoy día identificadas indistintamente como fiebre amarilla o paludismo, decidió trasladarse hasta San Mateo para ver si el clima le ayudaba a mejorar de su fatal enfermedad.
Durante la guerra de independencia, el 25 de julio de 1812, luego de numerosas deserciones de los patriotas y ante la presión ejercida por las fuerzas españolas al mando de Domingo Monteverde, El Generalísimo Francisco de Miranda firma la Capitulación del Ejército Patriota, en San Mateo, en una casa que luego fue derrumbada para construir el local donde ahora funciona el dispensario de la población. El año de 1814 fue devastador para la causa republicana y para San Mateo en particular. Al estar San Mateo y La Victoria ubicados en los caminos que conducen a Caracas desde el Sur-Occidente del territorio, se convirtieron en importantes bastiones a conservar en contra del ataque del ejército realista de José Tomás Boves que avanzaba desde los llanos, es así como en San Mateo se libraron las batallas del 28 de febrero y la del 25 de marzo, en las cuales se inmolaron Vicente Campo Elías, Manuel Villapol y el más heroico de todos, el neogranadino Antonio Ricaurte.

## La Hacienda San Mateo
La Hacienda de la familia Bolívar en San Mateo, ahora convertida en un museo, constituye un conjunto formado por dos construcciones de mayor importancia: la casa alta (residencia) y la hacienda propiamente dicha, donde se encuentra el Ingenio azucarero. Esta hacienda se encuentra en la parte oriental de los Valles de Aragua, en unos terrenos que pertenecieron a la familia Bolívar desde que "Simón de Bolívar el Viejo" (el fundador de la dinastía, que procedía de la Puebla de Bolívar, en el País Vasco y era padre de Simón de Bolívar el Mozo) obtuvo una encomienda en la zona a fines del siglo XVI. La casa alta contenía un polvorín durante la Guerra de la Independencia, que fue volado por su custodio, Antonio Ricaurte (neogranadino natural de la Villa de Leyva, provincia de Ricaurte, actual Colombia) para evitar que el mismo cayera en manos realistas, lo cual logró con el sacrificio de su propia vida. Una estatua suya en la casa alta muestra el instante de su acción heroica.

## El Ingenio Bolívar
El Ingenio Bolívar era un ingenio que procesaba la caña de azúcar de la antigua hacienda San Mateo fundada por la familia Bolívar, ejemplo de institución o empresa agroindustrial iniciada durante la época colonial iberoamericana. Consta de un canal de aducción, una rueda hidráulica, un horno (con la chimenea visible en la imagen de la izquierda) que era alimentado con el bagazo de la caña como combustible y las calderas, bateas y alambiques que se usaban para producir papelón (pan de azúcar), azúcar o ron. Actualmente es la sede del Museo de la Caña de Azúcar (en el propio Ingenio) y del museo militar que se ubica en la casa alta de la hacienda.

## La Autonomía Municipal
La Autonomía Municipal tuvo sus inicios más cercanos en el año 1969, durante la existencia del Comité Barrio Unión, donde se luchó organizadamente para obtener las mejoras reivindicativas de este sector de la población. El Comité Barrio Unión nació por iniciativa de Gilberto Israel Tovar, Milec Gómez F., Francisco Rivero, Félix R. Rodríguez, Norberto Mattey, Nancy Mattey, la familia Acuña, la familia Casirán, la familia Vielma, el sr. Bastardo y otros habitantes de la comunidad señalada, registrando su fundación a principios del mes de marzo del año 1969.
En diciembre del año 1969 es contactado Roberto Gómez para dictar una charla a los habitantes de Barrio Unión sobre la importancia de la organización comunitaria. En esta charla se habló de la necesidad de lograr la Autonomía Municipal como una vía para que el pueblo mejorara su estatus político - administrativo y, de esta manera, cortar la relación de dependencia con el Concejo Municipal de La Victoria.
A partir de esta idea nace La Asociación Pro-Municipio Bolívar o Asociación Pro-Distrito (como se llamó inicialmente), teniendo como fecha de fundación el 19 de abril de 1970. La asociación se reunía con frecuencia en la casa del Emancipador Roberto Gómez y en la casa de Esperanza García. Sin embargo, en ocasiones se realizaban asambleas extraordinarias que requerían del uso de un espacio mayor, recibiendo el apoyo de los trabajadores de la Central Azucarera El Palmar para realizar la asamblea en la Sede del Sindicato de Trabajadores El Palmar. El aporte económico de los afiliados de la asociación y de algunos comercios, permitió establecer una red de información propagandística que se imprimía en litografías y que era repartida en la población para mantenerlos informados de las actividades realizadas.
La asociación reunió una serie de recaudos (cantidad de firmas, censo de la población, censo de comercios e industrias, etc.), los cuales fueron introducidos formalmente el 7 de noviembre de 1972 en la Asamblea Legislativa del Estado Aragua, solicitando la Autonomía Municipal de San Mateo. De esta manera, el 23 de octubre de 1986, después de 17 años de lucha comunitaria, es declarada en sesión solemne de la Asamblea Legislativa del Estado Aragua la Autonomía Municipal de San Mateo. En un acto ceremonial realizado en la Plaza Bolívar de San Mateo el 8 de noviembre de 1986, se entrega la Partida de Nacimiento del Municipio Bolívar al Emancipador Roberto Gómez ().

## Organizaciones Culturales
San Mateo es una ciudad con un gran valor histórico, posee numerosas organizaciones culturales, históricas y religiosas. Cuenta con aproximadamente 8 grupos de danza; el grupo "Espada de Bolívar"; Bandas Juveniles; Grupos de teatro y pintura. Posee una Orquesta Infantil y otra Juvenil, una Escuela de Iniciación Coral, un Coro Infantil, y también un Coro Sinfónico Juvenil, quienes son parte del Coro Sinfónico del estado Aragua y del Coro Sinfónico de Venezuela, todos pertenecientes a El Sistema. San Mateo contará con un Teatro, un Módulo del CICPC en el Barrio Flores, y un hipermercado para sus comerciantes independientes. Adicionalmente cuenta con la presencia de una Organización Social llamada Red Joven Venezuela, sede Aragua.